# NGC 2775
NGC 2775, även känd som Caldwell 48, är en spiralgalax i stjärnbilden Kräftan. Den ligger 67 miljoner ljusår (20,5 Mparsec) och upptäcktes den 19 december 1783 av William Herschel. NGC 2775 tillhör galaxklustret Antlia - Hydra och är den mest framträdande medlemmen i NGC 2775-gruppen, en liten galaxgrupp i Virgosuperhopen, tillsammans med den lokala gruppen. Andra medlemmar i NGC 2775-gruppen är NGC 2777 och UGC 4781.
Detta objekt har en morfologisk klassificering av SA(r)ab, vilket anger en spiralgalax utan stavar (SA) med en framträdande ringstruktur (r) och flockiga, tätt lindade spiralarmar (ab). Galaxen lutar med en vinkel av 44° mot siktlinjen från jorden. Galaxkärnan är inte aktiv och den stora kärnutbuktningen, som sträcker sig ut till en vinkelradie av 0,4 bågminut, är relativt gasfri. En förklaring till det senare skulle kunna vara en hög supernovafrekvens. Även om stjärnbildning äger rum i den stoftrika yttre ringen, uppvisar NGC 2775 ingen aktuell stjärnutbrottsaktivitet, och galaxkärnan är praktiskt taget fri från någon stjärnbildning överhuvudtaget.
Galaxens vätesvans tyder på en tidigare interaktion med en svag följeslagare. En satellitgalax verkar ha kretsat kring NGC 2775 flera gånger, förlorat massa under tiden och skapat svaga, skalliknande strukturer. Den närliggande oregelbundna galaxen NGC 2777 uppvisar en tidvattensvans av vätgas som pekar tillbaka mot NGC 2775, vilket tyder på att de två kan vara kopplade.

## Supernova
En supernova har observerats i NGC 2775. SN 1993Z (typ Ia, magnitud 13,9) upptäcktes av Leuschner Observatory Supernova Search (LOSS) den 23 september 1993. Den 25 september visade spektralanalys att den hade nått sin topp ungefär fyra veckor tidigare.

## Galleri

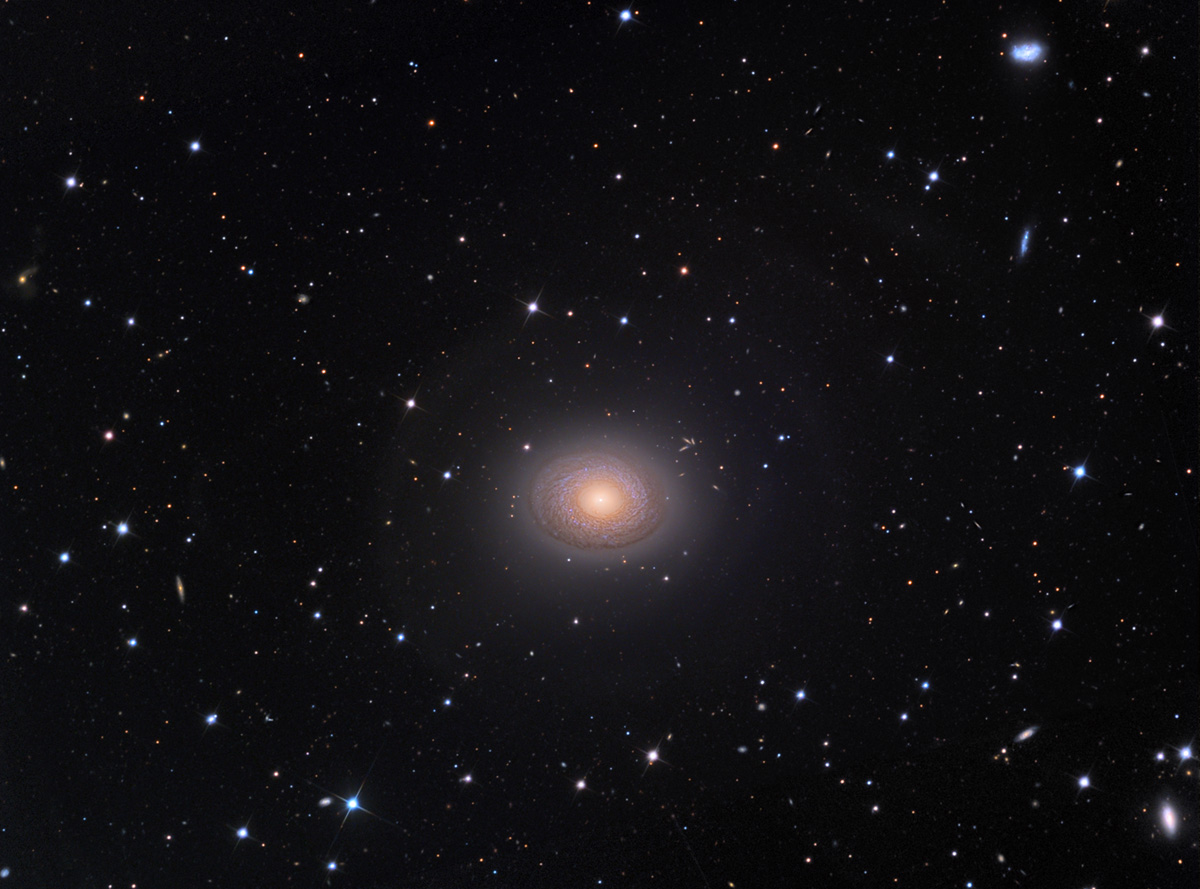
NGC 2775 avbildad med ett 32-tums teleskop.
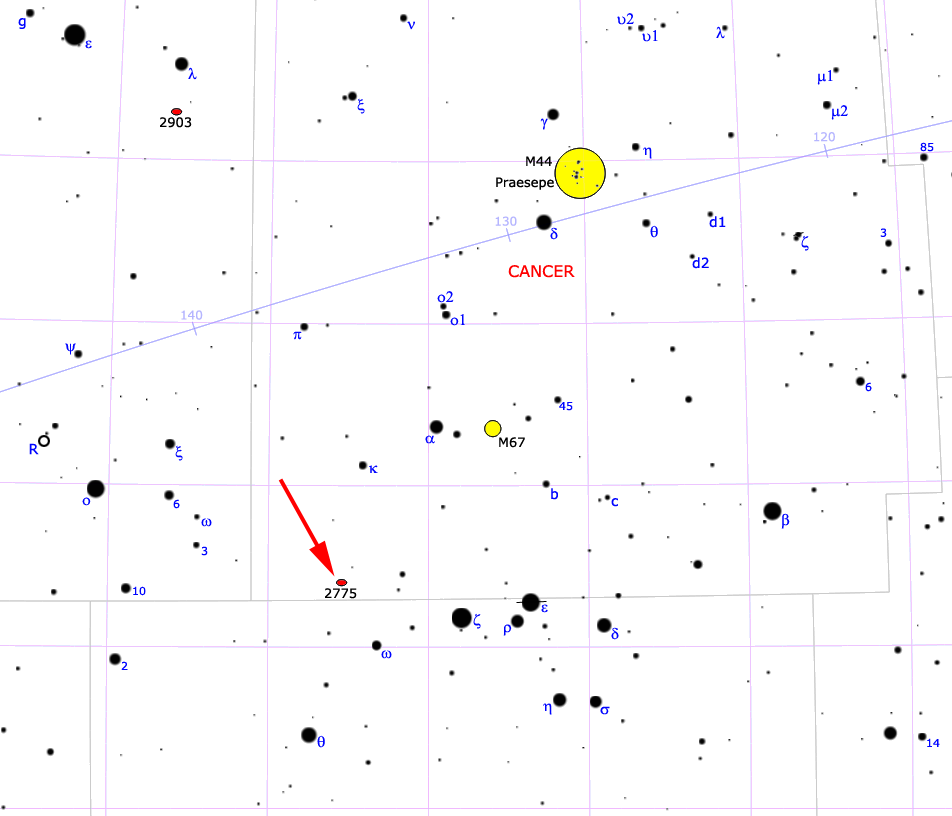
Karta som visar platsen för NGC 2775.
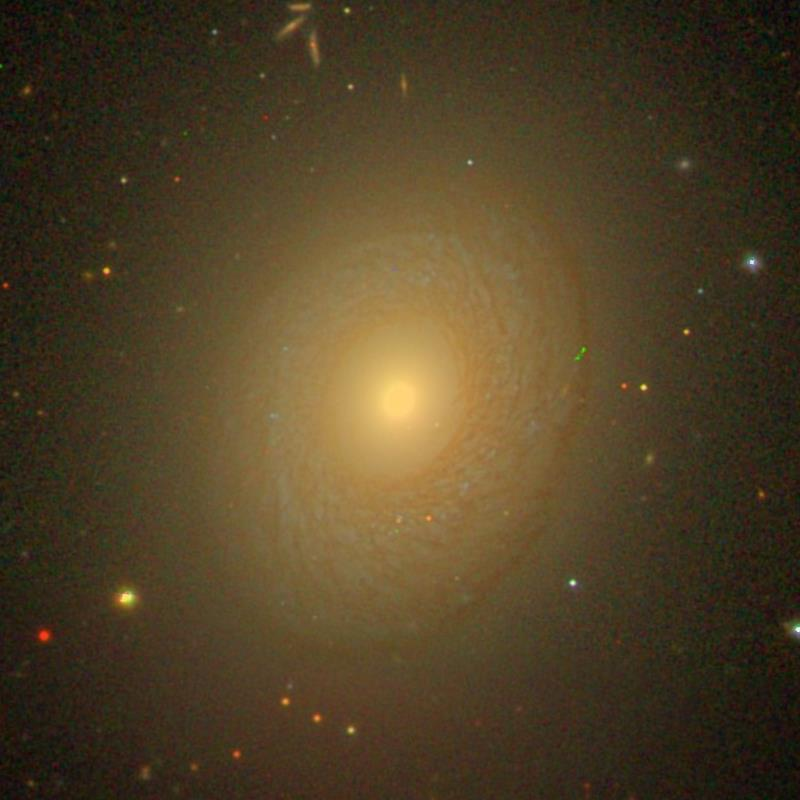
NGC 2775 ( SDSS DR14)
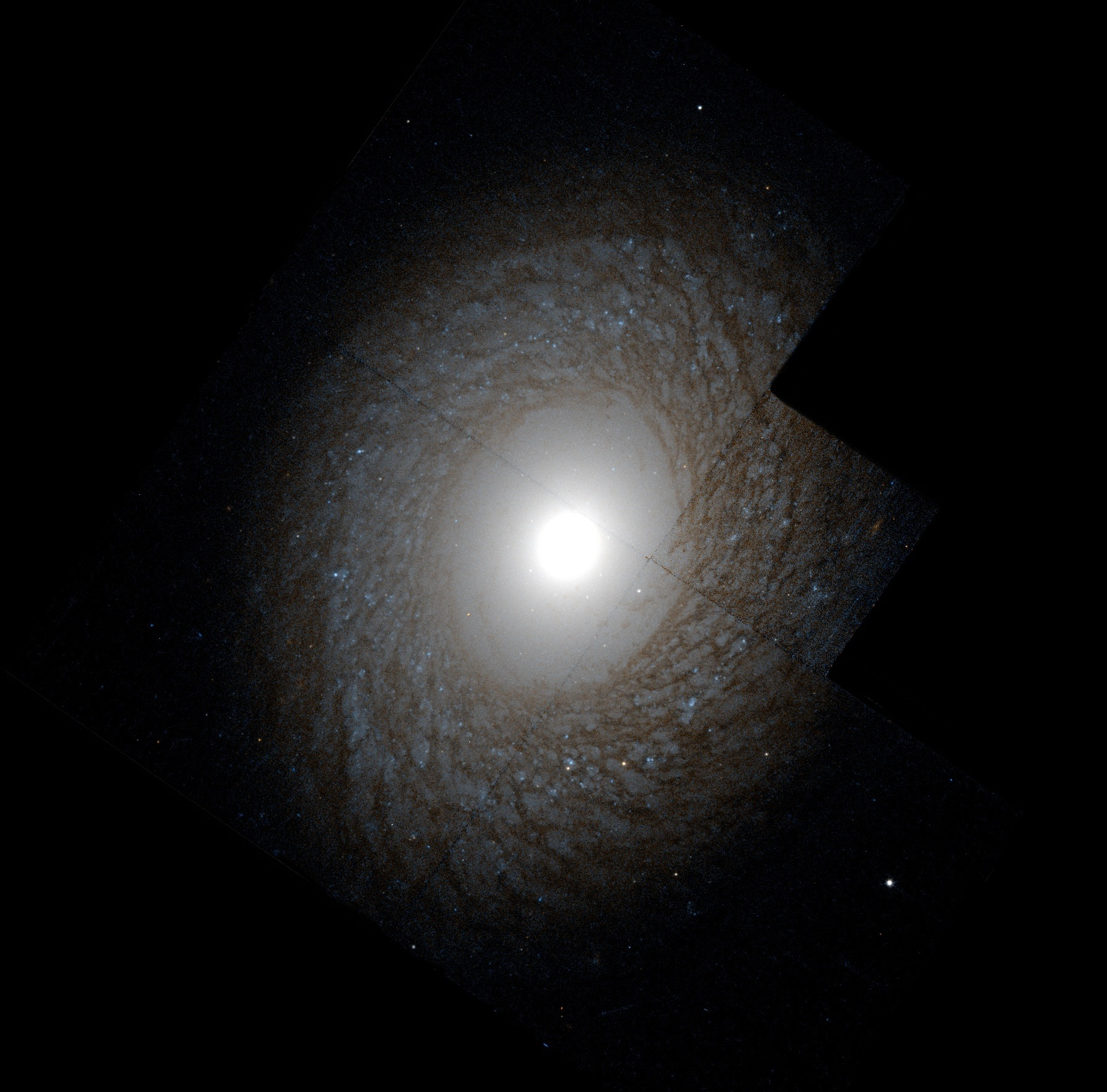
NGC 2775 sedd med Hubbleteleskopet